# Biston obsoleta
Biston obsoleta là một loài bướm đêm trong họ Geometridae.